# Yves Farge

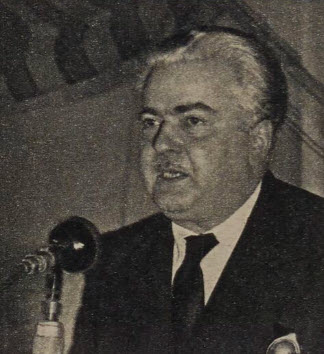
Yves Farge (1952)

Yves Farge (* 19. August 1899 in Salon-de-Provence, Département Bouches-du-Rhône; † 31. März 1953 in Tiflis, Georgische Sozialistische Sowjetrepublik) war ein französischer Journalist und Politiker.

## Leben und Wirken
Yves Farge stammte aus einer relativ wohlhabenden Akademikerfamilie. Sein Vater war Buchhalter und später Lehrer an einem Lycée in Marseille. Farges Mutter starb, als er drei Jahre alt war. Sein Vater heiratete erneut, aber erzogen wurde Yves Farge maßgeblich von seiner Tante, einer überzeugten Anhängerin des Laizismus, die Lehrerin in Nizza war. Yves Farge besuchte das Lycée Mignet in Aix-en-Provence und anschließend eine Schule in Marseille bis zum ersten Teil des Baccalauréat. Im Alter von 17 Jahren – mitten im Ersten Weltkrieg – meldete er sich freiwillig zum Militär, wurde jedoch zurückgestellt. Allerdings konnte er eine Stelle als Krankenpflegehelfer in Nizza bekommen. Nachdem sein Vater 1918 gestorben war, arbeitete er zunächst bei einem Spediteur, dann bei einem Händler. Währenddessen besuchte er Kurse an der Marseiller Hochschule für bildende Künste.
In Marseille trat er dem sozialistischen Jugendverband (Jeunesses socialistes) bei. Im Jahr 1920 trat er für die Gründung der Dritten Internationale, also für die Gründung einer Kommunistischen Partei unter der Führung Sowjetrusslands, ein. Polizeiakten zufolge organisierte er in diesem Kontext im Dezember 1920 Veranstaltungen.
Nach der Spaltung der sozialistischen Bewegung in Frankreich auf dem Kongress von Tours war er Anfang 1921 stellvertretender Sekretär der Kommunistischen Jugend in Marseille. Im Februar dieses Jahres war er beteiligt an der Verteilung von Flugblättern an Rekruten, die diese zur Verbreitung kommunistischer Propaganda in den Kasernen aufriefen und für die der später von den Nationalsozialisten ermordete Gabriel Péri zu einer Haftstrafe verurteilt wurde.
Im Alter von 25 Jahren verließ Farge Marseille und ließ sich in Casablanca in Marokko nieder, wo er beruflich als Vertreter eines Marseiller Seifenherstellers tätig war. Er wurde Sekretär des dortigen Zweigs der Section française de l’Internationale ouvrière (SFIO), also der Partei derjenigen Sozialisten, die den Beitritt zur Kommunistischen Internationale abgelehnt hatten. In der Folge gewalttätiger Auseinandersetzungen bei einer zunächst friedlich verlaufenen Demonstration zur Unterstützung der in den USA in einem fragwürdigen Prozess zum Tode verurteilten Anarchisten Sacco und Vanzetti am 21. August 1927 wurde Farge als Organisator der Demonstration zu einer Haftstrafe verurteilt, die jedoch im Berufungsverfahren, in dem Farge von Jean Longuet verteidigt wurde, zur Bewährung ausgesetzt wurde.
Während seiner Zeit in Casablanca in der zweiten Hälfte der 1920er Jahre beschäftigte sich Farge mit der Frage der ökonomischen Aspekte des Kolonialismus, die er aus marxistischer Sicht betrachtete. Er vertrat die Ansicht, dass die kapitalistische Ausbeutung der Kolonien und ihrer indigenen Bevölkerung ein zentrales Wesensmerkmal des Kolonialismus sei, das – auch von Sozialisten seiner Zeit – grob unterschätzt oder gar vollständig vernachlässigt werde.
Schließlich verlor Farge aufgrund seiner politischen Tätigkeit seine berufliche Anstellung in Casablanca. Er lebte eine Zeit lang von der Malerei; seine Artikel veröffentlichte er in der marokkanischen Zeitung L’Ère française. Ende 1930 beschlossen Farge und seine Ehefrau, nach Frankreich zurückzukehren.
1931 kehrte er nach Frankreich zurück und nahm eine Stellung bei der Zeitung La Dépêche dauphinoise an, deren Chefredakteur er 1932 wurde. Nach dem Münchner Abkommen 1938 trat er aus der sozialistischen Partei SFIO aus. Bei Beginn des Zweiten Weltkriegs 1939 leitete er die Abteilung Auslandspolitik der Zeitung Le Progrès de Lyon.
Nach dem Waffenstillstand von Compiègne (1940) nahm er seine journalistische Tätigkeit zunächst wieder auf und widersetzte sich wie viele andere Journalisten des Progrès de Lyon der Zensurpolitik des Vichy-Regimes. Gemeinsam mit seinem Arbeitskollegen Georges Altman wurde er in der Résistance aktiv, arbeitete ab 1941 für die ersten Zeitungen des Widerstands und war an der Gründung der Widerstandsbewegung Franc-Tireur beteiligt.
Im weiteren Verlauf des Krieges war er maßgeblich an der Organisation des bewaffneten Widerstands im Vercors-Massiv beteiligt und Mitglied des Generalstabs der von Jean Moulin gegründeten und von Charles Delestraint geleiteten Gruppierung Armée secrète sowie des Leitungskomitees (comité directeur) der kommunistisch dominierten Widerstandsorganisation Front national.
Nachdem sowohl Delestraint als auch Moulin verhaftet worden waren, wechselte der von der Gestapo gesuchte Farge nach Paris, wo er im Auftrag des Conseil national de la Résistance das Comité d’Action contre la Déportation (deutsch Aktionskomitee gegen die Deportation) leitete.
General Charles de Gaulle ernannte Farge im April 1944 zum Commissaire de la République für die Departements  in der Region Rhône-Alpes. Als Reaktion auf das von der Gestapo am 20. August 1944 verübte Massaker von Saint-Genis-Laval ließ Farge 84 deutsche Gefangene der Résistance hinrichten und erreichte durch Drohung mit weiteren Exekutionen die Übergabe des Gefängnisses Montluc in Lyon, wodurch 800 Gefangene dort vor der Ermordung gerettet wurden.
Nach der Befreiung am 3. September 1944 blieb er ein weiteres Jahr lang Commissaire de la République und nahm anschließend zunächst wieder seine vorherige Tätigkeit als Schriftsteller und Journalist an. Per Erlass vom 17. November 1945 wurde er zum Compagnon de la Libération ernannt.
Politisch stand Farge der Kommunistischen Partei nahe. 1946 wurde er in die Provisorische Regierung der Französischen Republik als Minister für Versorgung (Ministre du ravitaillement) in das Drei-Parteien-Kabinett aus Kommunisten, SFIO und der christdemokratischen MRP von Georges Bidault berufen.
Als Minister bekämpfte er Korruption und Schwarzhandel, in den auch offizielle Funktionsträger verwickelt waren. Insbesondere machte er Machenschaften um algerischen Wein publik („Scandale du vin“, „Weinskandal“) und löste eine Regierungskrise aus, indem er unter anderem auch den Vize-Ministerpräsidenten Félix Gouin (SFIO) beschuldigte, in kriminelle Handlungen verwickelt zu sein. Die Anschuldigungen Farges gegen Gouin wurden von einer parlamentarischen Untersuchungskommission später zwar widerlegt, und Farge wurde auf eine Klage Gouins hin letztendlich Anfang März 1953 wegen Verleumdung verurteilt. Gouins Karriere war jedoch nachhaltig beeinträchtigt.
1948 gründete Farge die moskaunahe Bewegung Les combattants de la liberté, aus der 1951 das Mouvement pour la paix hervorging.
1952 wurde Yves Farge der Stalin-Friedenspreis zuerkannt. Zur Preisverleihung am 25. März 1953 reiste Farge nach Moskau. Wenige Tage darauf kam er in Tiflis in der Georgischen Sozialistischen Sowjetrepublik bei einem Autounfall ums Leben.

## Werke
- Toulon, Editions de Minuit, Paris 1943
- Sauvons nos gosses. À Megève, premier village d'enfants, Lyon, 1945
- Vent des fous, Paris 1946
- Rebelles, soldats et citoyens. Souvenirs d'un Commissaire de la République, Paris 1946
- Lettre au Président Truman, Paris 1949
- La République est en danger, Paris 1950
- La Guerre d'Hitler continue, Paris 1950
- Le sang de la corruption, Paris 1951
- Témoignage sur la Chine et la Corée, Paris 1952
- Un simple mot, Paris 1953
- Histoire vécue de la Résistance. Rebelle soldat et citoyen, carnet d'un Commissaire de la République, Genève 1971